# Муландже (округ)
Муландже (англ. Mulanje) — округ в Южном регионе Малави. По состоянию на 2008 год в округе проживает 521 391 человек. Площадь территории составляет 2056 км². Административный центр — город Муландже.

## География
На севере граничит с округом Зомба, на западе с округами Чирадзулу и Тайоло, на северо-востоке с округом Фаломбе, на юго-западе и юге с Мозамбиком.

## Экономика
Основа экономики территории — выращивание чая.